# Harry Gruchet
Hyacinthe Harry Gruchet (* 20. Mai 1931 in Saint-Leu; † 28. Januar 2013 ebenda) war ein französischer Museumskurator und Naturschützer aus Réunion.

## Leben
Gruchet war der Sohn von Augustin und Estelle Gruchet, geborene Lallemand. Er war verheiratet und hatte drei Söhne und eine Tochter. Nach dem Abitur am Lycée Leconte-de-Lisle in Saint-Denis auf Réunion erfolgten Universitätsstudien in Paris. Nach drei Jahren Medizinstudium wechselte er zu den Naturwissenschaften und erwarb einen Bachelor-Abschluss an der Sorbonne. Anschließend erlangte er drei Physikzertifikate in Antananarivo (Madagaskar) im Rahmen des Office de recherche scientifique et technique outre-mer (ORSTOM, heute IRD). Von 1959 bis 1963 war er ORSTOM-Ingenieur in Antananarivo, wo er für die Bekämpfung von Malaria zuständig war. Von 1962 bis 1990 war er Kurator des Muséum d’Histoire Naturelle de La Réunion in Saint-Denis und bereicherte die Sammlungen der Einrichtung, u. a. durch den Erwerb eines Dodos von Mauritius und eines Komoren-Quastenflossers. Er initiierte Ausgrabungen in der L’Ermitage de Saint-Paul, bei denen Knochen von ausgestorbenen Tieren gefunden wurden, darunter von Landschildkröten, einer Eule und dem Réunionibis.
Während der von 2005 bis 2006 auf Réunion durchgeführten Bekämpfung des Chikungunya-Virus schlug Gruchet eine Methode auf der Grundlage von Bordeauxbrühe vor, die häufig zur Behandlung von Rebstöcken verwendet wird.
1971 war er Mitbegründer der Société réunionnaise pour l’étude et la protection de l’environnement (SREPEN), wo er bis 1992 Amtsperioden als Generalsekretär und Präsident innehatte. Er engagierte sich stark für den Naturschutz auf seiner Heimatinsel. So setzte er sich für den Schutz des Newton-Raupenfängers ein, der nur in den Höhenlagen von Saint-Denis und La Possession vorkommt. Gemeinsam mit Anthony S. Cheke und Marc Attié prangerte er die Wilderei und die Haltung einer Hirschherde in dem Gebiet an. Ferner führte sein Aktivismus dazu, dass eine vorgesehene Ansiedelung von Sicheltannen verhindert und im Jahr 2000 das Naturschutzgebiet Roche Ecrite gegründet wurde.

## Dedikationsnamen und Ehrungen
Cécile Mourer-Chauviré, Roger Bour, François Moutou und Sonia Ribes-Beaudemoulin benannten 1994 die ausgestorbene Réunion-Eule (Otus grucheti) nach Harry Gruchet. 2021 wurde ihm zu Ehren das Collège de La Chaloupe Saint-Leu in Saint-Leu in Collège Harry Gruchet umbenannt. Gruchet war Mitglied der Académie de La Réunion sowie Chevalier dans l’Ordre national du Mérite (Ritter des nationalen Verdienstordens).